# Молодіжна премія Польського астрономічного товариства
Молодіжна премія (пол. Nagroda Młodych) — нагорода, яку присуджує з 1959 року Польське астрономічне товариство «за видатні, індивідуальні наукові досягнення в галузі астрономії» особі, яка має польське громадянство та вік до 35 років. Члени Польського астрономічного товариства мають право пропонувати кандидатів, а відбір здійснюється журі з п’яти осіб, призначеним Радою Польського астрономічного товариства. До 1993 року премію присуджували щорічно, а з 1993 — щодвароки.

## Лауреати молодіжної премії 1959–1993 років
Список лауреатів:
| Рік  | I стіпінь                                                | II стіпінь                                                               | III стіпінь                            | Відзнака                   |
| ---- | -------------------------------------------------------- | ------------------------------------------------------------------------ | -------------------------------------- | -------------------------- |
| 1959 | Анджей Пахольчик, Єжи Стодулкевич, Кшистофер Серковський |                                                                          |                                        |                            |
| 1961 | Юзеф Смак                                                | Єжи Стодулкевич, Анджей Пахольчик                                        |                                        |                            |
| 1963 | Станіслав Гжендєльський, Казімеж Стенпєнь                | Єжи Якимець                                                              |                                        |                            |
| 1964 | Богдан Пачинський                                        | Роберт Ґленбоцький, Ян Смолінський, Анджей Вощик                         |                                        |                            |
| 1965 | Юзеф Смак                                                | Богдан Пачинський                                                        |                                        |                            |
| 1966 | Богдан Пачинський                                        | Тадеуш Чюрла, Казімеж Стенпєнь                                           |                                        |                            |
| 1967 | Богдан Пачинський                                        | Роберт Глебоцкі                                                          | Славомір Руцінський                    |                            |
| 1968 | Богдан Пачинський, Януш Зьолковський                     | B. Грабовський, К. Берес, Славомір Руцінський                            |                                        |                            |
| 1969 | Миколай Єжикевич                                         | B. Грабовський, Богдан Пачинський, Славомір Руцінський                   |                                        |                            |
| 1970 | Богдан Пачинський, Славомір Руцінський                   | Януш Зьолковський                                                        | Казімеж Стенпєнь                       |                            |
| 1971 | Марек Абрамович, Жан-П'єр Ласота-Хіршовіч                | Славомір Руцінський                                                      |                                        |                            |
| 1972 |                                                          | Славомір Руцінський, Марек Абрамович                                     | Єжи Юхнєвич                            | Збігнєв Клімек             |
| 1973 | Славомір Руцінський                                      | Януш Зьолковський, Анна Житкова                                          | А. Придворний                          |                            |
| 1974 | Марек Абрамович, Славомір Руцінський                     | Магдалена Срочинська-Кожуховська                                         |                                        |                            |
| 1975 |                                                          | Збігнєв Клімек, Януш Силвестер                                           | Барбара Силвестер                      | Єжи Мадей                  |
| 1976 | Єжи Сікорський                                           | Збігнєв Клімек                                                           |                                        |                            |
| 1977 |                                                          | Анджей Дрожинер                                                          | Миколай Барилко, Александер Вольщан    |                            |
| 1978 | Ромуальд Тиленда                                         | Міхал Ружичка                                                            | Анджей Солтан                          |                            |
| 1979 | Анджей Солтан                                            | Міхал Ярошинський                                                        | Томаш Хлебовський, Міхал Черний        |                            |
| 1980 | Хенрик Цугєр                                             | Данута Заремба, Міхал Черний, Міхал Ярошинський                          |                                        |                            |
| 1981 | Казімєж Борковський                                      | Єва Богуш, Анджей Удальський                                             | Гжегож Хлевіцький, Томаш Степінський   |                            |
| 1982 | Кшиштоф Лоска                                            | Яцек Холонєвський                                                        |                                        |                            |
| 1983 |                                                          | Кшиштоф Ян, Мірослав Герш, Януш Залевський                               |                                        |                            |
| 1984 | Томаш Хлебовський                                        | Павло Артимович, Януш Калужний, Йоанна Міколаєвська, Мацей Міколаєвський |                                        |                            |
| 1985 | Мірослав Герш                                            | Януш Калужний, Гжегож Пойманський                                        |                                        |                            |
| 1986 | Мірослав Герш, Януш Калужний                             | Павел Москалик                                                           |                                        |                            |
| 1987 | Павел Москалик                                           |                                                                          |                                        |                            |
| 1988 |                                                          | Гжегож Пойманський, Міхал Шиманський                                     | Анета Сємігіновська                    |                            |
| 1989 |                                                          |                                                                          | Томаш Плева, М. Бзовська, Вацлав Ваняк |                            |
| 1990 | Януш Калужний                                            |                                                                          | Міхал Ходоровський, Беата Мазур        |                            |
| 1991 |                                                          |                                                                          | Й. Ваховяк                             | Беата Мазур, Януш Калужний |
| 1992 |                                                          |                                                                          | Анджей Пігульський                     | Станіслав Золя             |
| 1993 |                                                          | Томаш Плева, Кшиштоф Станек                                              |                                        |                            |

## Лауреати молодіжної премії з 1995 року
Список лауреатів:
- Анджей Нєдзельський[pl] (1995),
- Павел Магдзярж (посмертно) і Кшиштоф Станек[pl] (1999),
- Рафал Модерський (2001),
- Барбара Мочейська (2003),
- Мацей Конацький[pl] (2005),
- Лукаш Ставарц (2007),
- Анджей Баран (2009),
- Грац'ян Мацеєвський (2011),
- Кшиштоф Болейко (2013),
- Міхал Міхаловський (2015),
- Пшемислав Мроз (2017),
- Радек Полескі (2019),
- Йоанна Дронжковська (2021)